# Nelson Xavier
Pour les articles homonymes, voir Xavier.
Nelson Agostini Xavier, né le 30 août 1941 à São Paulo et mort le 10 mai 2017 à Uberlândia, est un acteur brésilien.

## Filmographie partielle

### Comme acteur
- 1964 : Les Fusils (Os Fuzis) de Ruy Guerra
- 1965 : A Falecida de Leon Hirszman :
- 1970 : Les Dieux et les Morts (Os deuses E Os Mortos) de Ruy Guerra
- 1978 : La Chute (A Queda) de Ruy Guerra et lui-même
- 1983 : O Mágico e o Delegado de Fernando Campos
- 1990 : Césio 137 - O Pesadelo de Goiânia
- 1997 : O Testamento do Senhor Napumoceno de Francisco Manso
- 2003 : Narradores de Javé d'Eliane Caffé
- 2010 : Chico Xavier de Daniel Filho
- 2014 : Trash de Stephen Daldry

### Comme réalisateur
- 1978 : La Chute (A Queda), coréalisé avec Ruy Guerra